# Donez (Schiff, 1918)
Die Donez (russisch Донец) war ein als M 60 für die deutsche Kaiserliche Marine gebautes Minensuchboot des Typs Minensuchboot 1916, das von der Reichs- und der Kriegsmarine genutzt wurde. Das Boot diente ab 1938 als Flottentender Hecht, dann als Minensucher M 560 und zuletzt als Räumbootbegleitschiff Hille. Schließlich kam es unter dem Namen Donez bis 1958 in der sowjetischen Marine zum Einsatz.

## Bau und Technische Daten
Das Boot wurde 1916 bei der Seebeck-Werft in Geestemünde auf Kiel gelegt und lief dort am 28. November 1917 als Minensuchboot M 60 vom Stapel.  Es wurde am 15. Januar 1918 in Dienst gestellt. Das Boot hatte eine Länge von 59,30 m über Alles (56,10 m in der Wasserlinie), war 7,30 m breit und hatte 2,20 m Tiefgang. Die Wasserverdrängung betrug 506 t (Konstruktion) bzw. 535 t (maximal). Die Bewaffnung bestand aus zwei 10,5-cm-Geschützen L/45, und bis zu 30 Minen konnten mitgeführt werden. Zwei Verbunddampfmaschinen mit dreifacher Dampfdehnung und zusammen 1750 PS ermöglichten eine Höchstgeschwindigkeit von 16,0 Knoten. Der Bunkervorrat von 130 t Kohle ergab einen Aktionsradius von 2000 Seemeilen bei 14 Knoten Marschgeschwindigkeit. Die Besatzung zählte 40 Mann.

## Geschichte
Das Boot wurde im letzten Jahr des Ersten Weltkriegs im Minensuchdienst eingesetzt. Nach Kriegsende wurde es in die Reichsmarine übernommen und vornehmlich zum Minenräumen benutzt. Danach wurde es als Versuchsboot dem Sperrversuchskommando in Kiel zugeteilt und schließlich am 12. September 1927 außer Dienst gestellt.
Bei der Aufrüstung der Kriegsmarine wurde das Boot umgebaut und dann am 29. August 1938 unter dem neuen Namen Hecht als Flottentender wieder in Dienst gestellt. Am 1. Oktober 1940 erhielt das Boot die neue Nummer M 560 und diente wieder als Minensucher. Am 21. Januar 1943 erhielt das Boot wiederum einen neuen Namen, Hille, wurde dann ab 5. Februar 1943 zum Räumbootbegleitschiff umgebaut und als solches am 23. Oktober 1943 bei der im Juli 1943 in Bergen (Norwegen) aufgestellten 21. Räumbootsflottille in Dienst gestellt.
Bei Kriegsende befand sich die Hille mit ihrer Flottille in Bergen. Sie wurde, mit den übrig gebliebenen Booten der 21. Flottille, zunächst im Deutschen Minenräumdienst beim Räumen von Minen in norwegischen Küstengewässern eingesetzt, dann aber der Sowjetunion als Kriegsbeute zugesprochen und am 17. November 1945 an die Sowjetische Marine ausgehändigt. In dieser diente das Boot unter dem neuen Namen Doniez. Das Boot wurde 1958 abgewrackt.